# James Forrest
James Forrest (ur. 7 lipca 1991) jest szkockim piłkarzem występującym, na pozycji pomocnika, w Celticu. Uważany jest za jeden z największych talentów szkockiej piłki.